# Ineke Hans

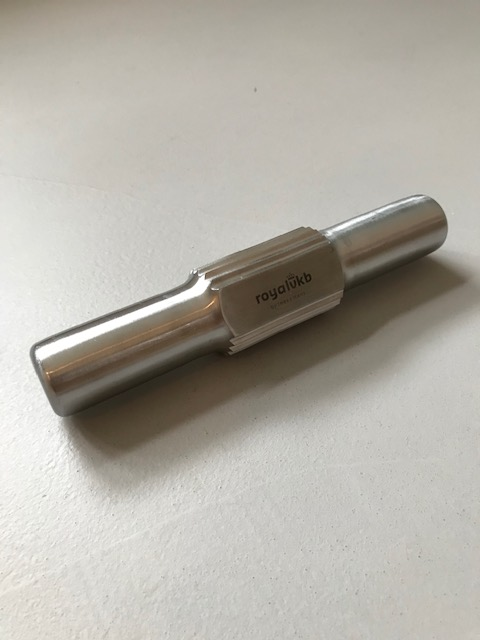
Garlic Crusher, ontworpen door Ineke Hans voor Royal VKB / BK, 2005

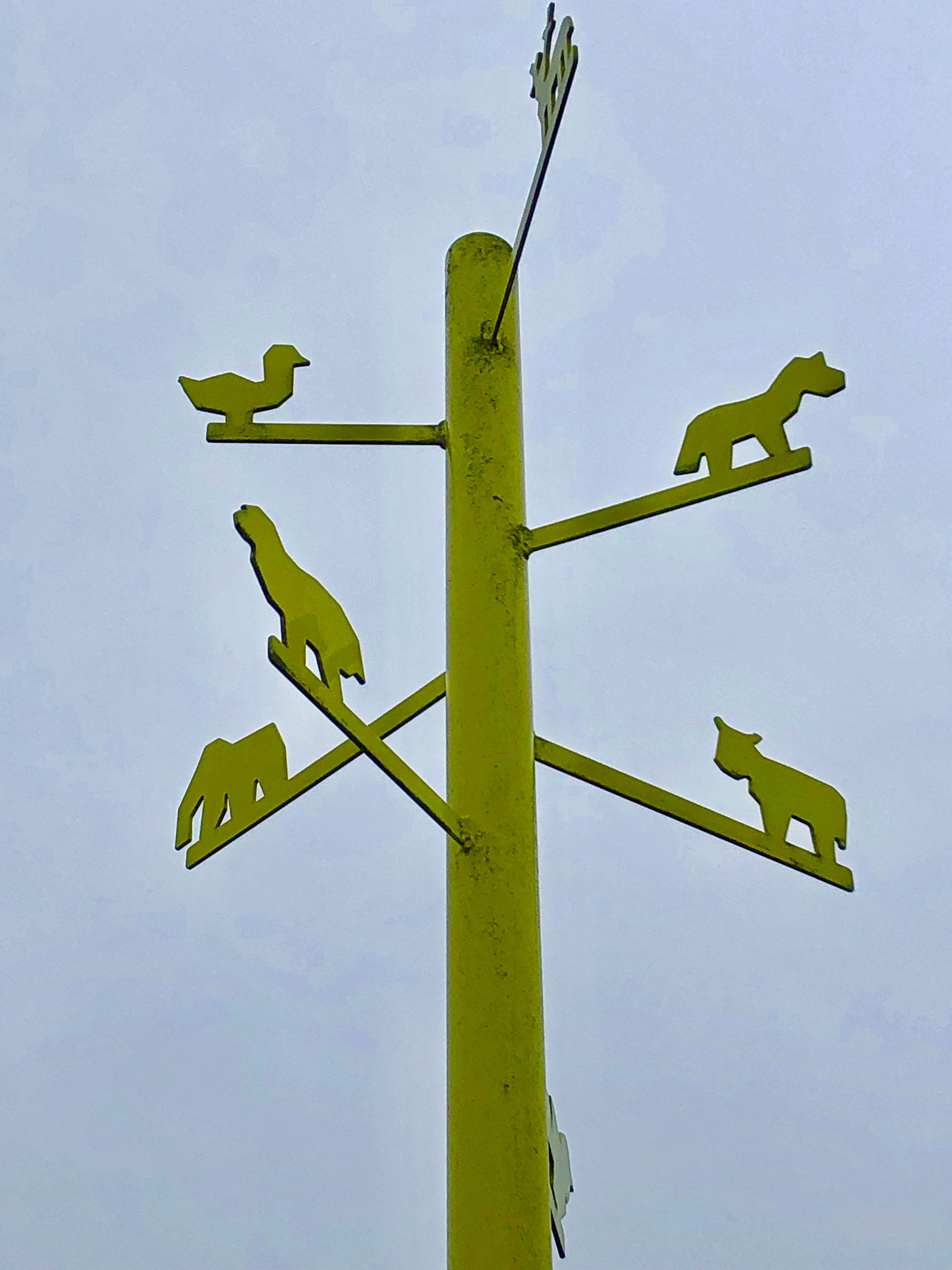
Een van de aangebrachte wegmarkeringen langs de N34 ontworpen door Ineke Hans

Ineke Hans (Zelhem, 18 november 1966) is een Nederlands ontwerper.

## Leven en werk
Ineke Hans begon haar studie vrije kunst aan de Academie voor Beeldende Kunsten en Kunstnijverheid in Arnhem (nu ArtEZ), maar stapte al snel over naar 3D-Design. In 1991 studeerde ze af met one-off meubels en producten in kleine serie op de afdeling Product Design. In 1993 verhuisde ze naar Londen om te studeren aan de Royal College of Art. In 1995 haalde ze haar MA in Furniture Design. 
Na haar afstuderen werd ze benaderd door Habitat UK, om bij hen te werken als meubelontwerper, maar al snel ontwierp ze ook accessoires voor hen. Na twee jaar begon ze haar eigen meubels te ontwerpen. Dit resulteerde in een zelf-geïnitieerde presentatie van haar werk in The Tramshed, een vervallen gebouw in Oost-Londen.
Vanaf 1998 richtte Hans zich volledig op haar eigen werk en begon haar ontwerpstudio in Arnhem. Vanaf 2003 werkte ze steeds meer voor fabrikanten. Tot haar opdrachtgevers behoorden Royal VKB, Ahrend, Arco (Nederland), Iittala (Finland), Offecct (Zweden), SCP (Verenigd Koninkrijk) en Magis en Cappellini (Italië). Haar werk is opgenomen in internationale museale collecties van onder andere Stedelijk Museum Amsterdam, Museum Boijmans Van Beuningen in Rotterdam, het Victoria and Albert Museum in Londen, Musée des Arts Décoratifs in Parijs en The Art Institute of Chicago. In 2009 was Hans eregast op de Stockholm Furniture Fair en in 2012 tijdens de Budapest Design Fair. In 2014 was zij speciale gast bij Designblok Praag. Hans is regelmatig betrokken bij internationale debatten over vormgeving en geeft ook regelmatig lezingen over haar werk.
In 2014-2015 was Hans gasthoogleraar Produktdesign aan de Universiteit van Kassel (Duitsland), waar ze de thema's 'unplugged' en 'de toekomst van de meubelen' onderzocht met haar studenten. In 2015 verhuisde Hans terug naar Londen. Hier werkt ze, samen met haar studio in Nederland, aan projecten en aan een onderzoeksproject dat 'toekomstscenario's voor meubelontwerpen en daarmee de veranderende rol van de ontwerper' centraal stelt. Hiervoor startte zij de Londense Studio|Salon op. Door middel van columns, evenementen en een serie rondetafelgesprekken met deskundigen op het gebied van meubelontwerp – denkers, internationale ontwerpers bedrijven, deskundigen op het menselijk gedrag en mobiliteit en schrijvers en curatoren – probeert Salon de perspectieven voor het ontwerp en de rol van de ontwerper te herdefiniëren. De Salons rondde zij af met 'Explore & Act' in Londen: een serie evenementen waarbij een tentoonstelling, conversaties en een pamflet gepresenteerd werden.
In oktober 2017 begon Hans aan het professoraat 'Design and Social Context' aan de Universität der Künste in Berlijn.

## Solotentoonstellingen (selectie)
- 2020 - Geel als citroen, rood als tomaat, Museum Het Valkhof, Nijmegen (ism kunstenaar Erik Mattijssen)
- 2017 - Was ist Loos - Kunsthalle Wien, Wenen
- 2016 - Cuckoo Eggs, rethinking and updating furniture for 2017 and beyond, Victoria and Albert Museum, Londen
- 2015 - Seven Chairs in Seven Days - Stedelijk Museum Amsterdam
- 2010 - MIND SETS, Aram Gallery, Londen
- 2010 - MIND SETS, Museum Arnhem
- 2007 - Some'thing to read, Milan, Prague, Ljubljana
- 2006 - Cheap Chic, Tools Galerie, Parijs
- 2006 - Mayday for Playday, Vivid Gallery, Rotterdam
- 2005 - Craft in Dialogue, Nationalmuseet, Stockholm
- 2003 - True Life, Gemeentemuseum Den Haag

## Groepstentoonstellingen (selectie)
- 2020 - Van Thonet tot Dutch Design, Stedelijk Museum, Amsterdam
- 2019 - Bentwood and Beyond, Museum für Angewandte Kunst, Wenen
- 2016 - Bal!, Paleis Soestdijk
- 2016 - Houselife, Musee des Arts Décoratif et du Design, Bordeaux
- 2015 - Inside Out: Furniture from the Crafts Council collection, Londen
- 2015 - Oracles du design, CNAP, Parijs
- 2015 - Bienal Brasiliera de Design, São Paulo
- 2015 - SCP's The arrangement of Furniture, Design Museum, Londen
- 2015 - Design Derby, Design Museum Gent en Museum Boijmans van Beuningen
- 2013 - Vom Stand der Dinge, Willem Wagenfeld Haus, Bremen
- 2012 - Rethinking Typologies, The Art Institute of Chicago
- 2011 - New Olds, Design Museum Holon
- 2011 - Making Hostories in T2, Stedelijk Museum Amsterdam
- 2010 - Manières Noires, Beaux Arts, Mons
- 2009 - Telling tales, Victoria and Albert Museum, Londen
- 2008 - Prototypes & Experiments I, Aram gallery, Londen
- 2007 - Vazen met tuiten, Kunstmuseum Den Haag
- 2006 - High Tech, Low Tech, Textielmuseum, Tilburg
- 2004 - Wonder Holland in Forum Trajanum, Rome
- 2003 - Transformation, The gallery at parsons School of Design, New York
- 2003 - Rotterdam Design Prize, Rotterdam
- 2002 - Milan in a van, Victoria and Albert Museum, Londen
- 2000 - Design World 2000, Museum of Art and Design, Helsinki
- 1999 - Dutch Individuals, Spaxio Consolo, Milaan
- 1996 - Selfproducing designers, Stedelijk Museum Amsterdam
- 1989 - Gallery Antonia Jannone, Milaan

## Erkenningen
- 2016 - Green Good Designaward for Smallroom/O2asis program Offecct
- 2013 - Red Dot Award for Samllroom, Offecct
- 2012 - Good Design Award for Smallroom, Offecct
- 2012 - Möbelfacta (ecolabel) for Smallroom, Offecct
- 2011 - Good Design Award for Ahrend 380
- 2011 - Design Factory Prize with Ahrend for Ahrend 380
- 2011 - Dutch design Award finalist with Ahrend 380
- 2011 - GIO Award for Ahrend 380
- 2010 - Red Dot Award for Sound panel GEO
- 2010 - Design Plus Award for ID Cutlery, Royal VKB
- 2008 - GIO Award for Nutcracker, Royal VKB
- 2008 - Northsea Pearl for Garlic Crusher, Royal VKB
- 2007 - Design Plus Award for Bowl&Spoon, Royal VKB
- 2006 - Design Plus Award for Garlic Crusher, Royal VKB
- 2006 - Red Dot Award for Bowl&Spoon, Royal VKB
- 2005 - RED DOT Award for Garlic Crusher, Royal VKB

## Publicaties
- 2020 - Geel als citroen, rood als tomaat - tekstbijdragen van Hans Piena, Hedwig Saam, Erik Mattijssen
- 2017 - Was ist Loos? - tekstbijdragen van Deyan Sudjic, Bart Loostma, Oliver Stratford
- 2017 - Explore & Act - pamphlet on the future of design, redactie en introductie Johanna Agerman Ross
- 2010 - Mind Sets – tekstbijdragen van Walter Bettens, Zoë Ryan, Lucy Bullivant, Catherine Geel
- 2003 - Black Bazaar – tekst van Ed van Hinte
- 1997 - Eidetic Furniture – tekst van Lucy Bullivant